# Хань Сян-цзы
Хань Сян-цзы (кит. 韓湘子, Hán Xiāng zi) — китайский философ, один из Восьми бессмертных в даосском пантеоне. Родился при династии Тан и был назван Цинфу (кит. 清夫, qīng fū). Он был племянником или внуком знаменитого государственного деятеля и поэта Хань Юя (768—824). Его учителем был патриарх Люй Дунбинь. Хань Сян оставил работу чиновника в правительстве и отправился искать истину в дао.

## Историческая идентичность
На самом деле не известно, существовал ли Хань Сян-цзы исторически. Есть, по крайней мере, три разных рассказа о Хань Сяне и его дяде Хань Юе.
Хань Юй однажды посвятил три стихотворения своему племяннику Хань Сяню, где и прозвал его «Цинфу». Одно из трёх стихотворений в честь Хань Сяна было написано им после драматических событий, произошедших во дворце императора Сян-цзуна, когда император рассердился и изгнал Хань Юя, чуть его не казнив. Известен год написания стихотворения — 819. Будучи изгнанным, Хань Юй встретил Хань Сяна недалеко от перевала Лан (關 關; в современном округе Ланьцянь). Они вместе продолжили путешествие.
В историческом тексте «Новая книга династии Тан» упоминается об одном Хань Юе, у которого был внучатый племянник Хань Сян. Дядя нежно называл его «Бэйчжу». Хань Сян служил в качестве чиновника в министерстве юстиции во времена династии Тан
В сборнике «Разные отрывки из Юяна» у Хань Юй был названный внучатый племянник, который жил в районе реки Хуай. Он поручил своему внучатому племяннику изучать конфуцианства, но тот не проявлял интереса к учёбе и издевался над одноклассниками. Затем Хань Юй устроил его учёбу в буддийской школе, но настоятель жаловался на дерзкого и безрассудного ученика. Затем Хань Юй привёл своего внучатого племянника домой и отругал за то, что он не проводил время продуктивно. Однако Хань Сян утверждал, что обладает особой способностью менять цвета пионов, и продемонстрировал это перед ним. Хань Юй был очень удивлён.

## Легенды
Согласно роману XVII века «История Хань Сян-цзы: алхимические приключения даосского бессмертного» Хань Сян-цзы был сыном Хань Хуэя, старшего брата Хань Юя, известного государственного деятеля, поэт династии Тан. После смерти Хань Хуэя и его жены Хань Юй взял к себе Сян-цзы и заботился о нём как о родном сыне. Хань Юй возлагал большие надежды на своего племянника, но к его сожалению, тот не собирался поступать на государственную службу. Вместо этого он любил совершенствоваться в соответствии с доктриной даосизма.
Затем Хань Юй женил своего племянника на Линь Луин, дочери ученого Линя, в надежде, что Сян-цзы забудет своё стремление к даосизму и будет больше интересоваться мирскими делами. Однако Хань Сян-цзы даже не дотронулся до своей жены, и через несколько лет сбежал из дома, чтобы стать учеником бессмертных даосов Лю Дунбиня и Чжунли Цюаня. Когда Хань Сян-цзы стал, наконец, бессмертным, он вернулся на родину, чтобы освободить своего дядю, тетю и жену, то есть помочь им тоже стать бессмертными.
После нескольких неудачных попыток сломить конфуцианское упрямство Хань Юя, Сян-цзы, наконец, избавил его после того, как спас ему жизнь во время метели в Лангане. Позже он спас жизнь и своей тёте, и своей жене.
Подобные истории о происхождении Хань Сян-цзы встречаются в других рассказах, таких как «Восемь бессмертных или путешествие на Восток» (八仙 出處 東遊記) и «Восемь бессмертных, достигающих Дао» (八仙得道). Однако в них не упоминается о браке Хань Сян-цзы.
В литературе упоминается случай, как Хань Юй увещевал Хань Сяна, чтобы тот оставил даосизм, а Хань Сян хотел, наоборот, оставить официальную карьеру. На банкете Хань Сян продемонстрировал мощь дао, выпив огромное количество вина до конца и не пьянея.
Говорится, что Хань Сян ходил всё время с волшебной флейтой, и от его флейты расцветало всё вокруг. Он считается покровителем флейтистов.
Говорится, что Хань Сянцзы особо преуспел в изучении магических знаний. К тому же, он отличался веселым нравом, превращавшим его учение в определённое качество жизни.
Говорится, что Хань Сянцзы умел делать вино из воды и выращивать зимой цветы. Его изображают красивым юношей, который играет на флейте. За эту красоту Хань Сянцзы ассоциировался с женщиной, и на изображениях ему придавались женские черты.